# Bartholomeus van der Helst
Bartholomeus van der Helst, (Haarlem, 1613 - Amsterdam, 16 de desembre de 1670) fou un pintor barroc neerlandès, especialitzat en pintura de retrats.

## Biografia
Nascut a Haarlem, fill d'un hostaler, Van der Helst es va traslladar a Amsterdam, probablement una mica abans de 1636, ja que es va casar aquell mateix any. El seu primer quadre datat va ser un retrat de grup dels regents de l'orfenat de Valònia -actualment la ubicació de Maison Descartes en Amsterdam), data de 1637.
No se sap de qui va aprendre a pintar, però a Haarlem va haver de conèixer almenys l'obra de Frans Hals, qui com ell, mai no va viatjar a Itàlia i es va especialitzar en el retrat. Hals va rebutjar també viatjar a Amsterdam per pintar el lucratiu retrato de grupo, i uns pocs anys després quan el trekschuit va fer possible la connexió amb Amsterdam el 1632, ell va intentar això el 1636 amb De Magere Compagnie però ho va deixar i va permetre que Pieter Codde l'ho acabés.
Van der Helst com el fill d'un hostaler amb creixents patrons de trekschuit, va veure ràpidament la importància d'això i el valor relatiu d'Amsterdam per damunt de Haarlem. En qualsevol cas, es va traslladar a Amsterdam i el 1639 va obtenir el seu propi encàrrec de retrat de grup, La compañía del capitán Roelof Bicker i el tinent Jan Michielsz Blaeuw. A Amsterdam va poder molt bé haver-se'n format amb Nicolaes Eliaszoon Pickenoy.

La compañía del capitán Roelof Bicker i el tinent Jan Michielsz Blaeuw

## Carrera a Amsterdam
A Amsterdam, Van der Helst va ser contemporani de Rembrandt. Aviat va arribar a ésser el retratista més famós de la ciutat, amb retrats afalagadors en la línia d'Anthony van Dyck més comercials que el fosc i introspectiu treball tardà de Rembrandt. Alguns deixebles de Rembrandt com Ferdinand Bol i Govaert Flinck, van adoptar l'estil de Van der Helst en lloc que el del seu mestre. El seu gran retrat de grup La Guàrdia Cívica d'Amsterdam celebra la Pau de Münster va ser realitzat el 1648, i presentat amb un èxit considerable. Va ser aquesta pintura la que va aconseguir la seva fama entre les generacions futures, segons Arnold Houbraken, i va ser admirat per Godfried Kneller.
Quan Joshua Reynolds va visitar Amsterdam el 1781, va lloar la pintura com potser, el primer quadre de retrats en el món, abastant-ne més d'aquelles qualitats que fan un retrat perfecte que cap altre que jo hagi vist. El 25 de juny de 2006, Hans-Joachim Bohlmann, qui ja havia causat danys calculats en 130 milions d'euros en atacs similars a Alemanya, va danyar intencionadament la pintura llançant el combustible d'un encenedor a la seva superfície i calant-li foc. El gener de 2005 Bohlmann, havent estat en psiquiatria durant més de 16 anys, havia estat alliberat per un dictamen d'un tribunal que, tot i que els psiquiatres encara veien en ell un gran risc d'ulteriors atacs, aquest risc per a la propietat no podia portar una sentència per a tota la vida. Encara que el mal aquesta vegada va ser principalment a la capa de vernís, algunes parts de la pintura i la tela originals també es van veure afectades, el mateix que el marc de la pintura.

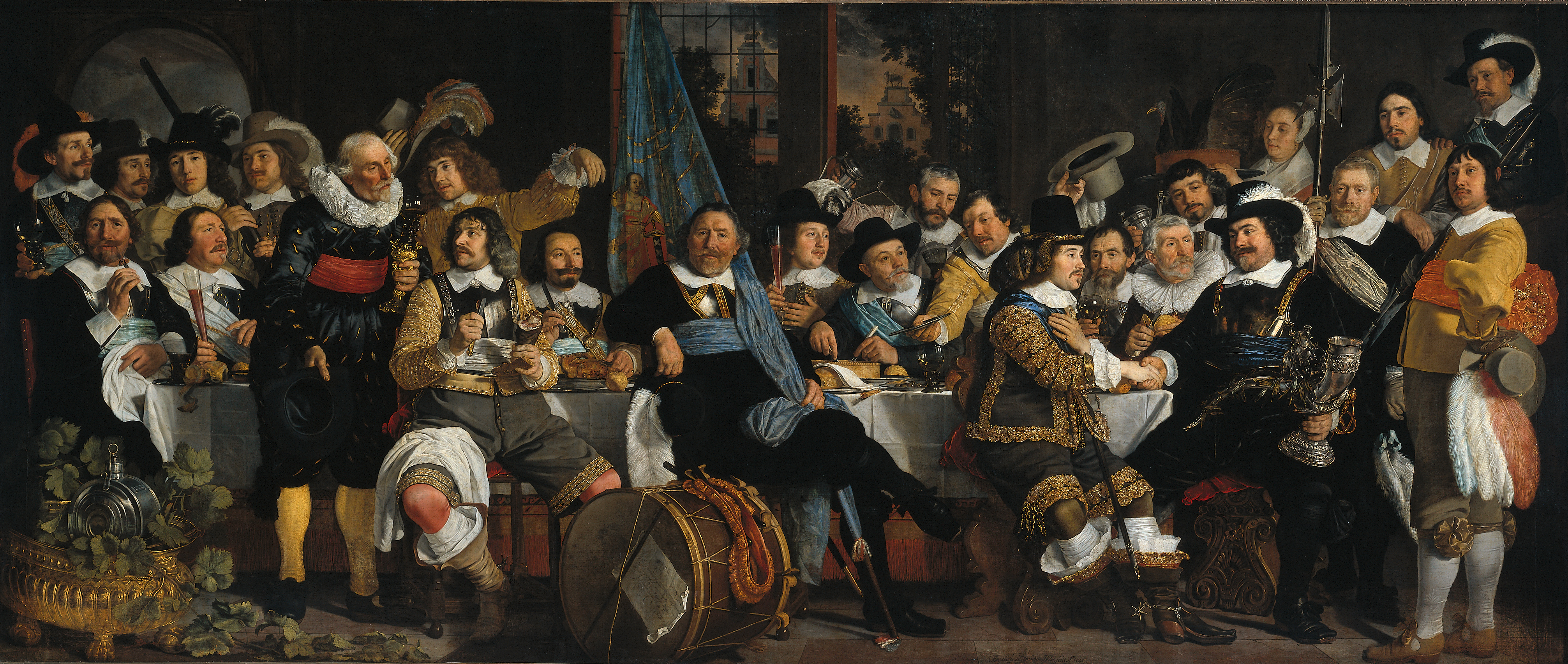
La Guàrdia Cívica d'Amsterdam celebra la Pau de Münster, (1648), al Rijksmuseum d'Amsterdam.

## Llegat
A més a més dels retrats que el van fer famós, Van der Helst va pintar alguns quadres històrics, bíblics i mitològics. A la seva mort, la seva vídua va oferir les seves obres a la venda el 1671 en un anunci al Haarlems Dagblad, probablement per necessitat a causa del deprimit de l'economia holandesa:
| « | La vídua de Bartholomeus van der Helst, en vida un pintor artístic i molt respectat, està desitjant vendre totes les seves obres, incloent algunes peces grans, que va pintar ell pròpiament així com mestres respectats com Frans Floris, Simon de Vos, Hendrick Goltzius, Adriaen Brouwer, Pieter Lastman, Gerard van Zyl, Simon de Vlieger, Hendrik Gerritsz. Pot, Otto Marseus van Schrieck o Willem van de Velde el Vell. | » |